# Марк Керр
Марк Керр (англ. Mark Kerr; 21 грудня 1968, Толідо, Огайо, США) — американський спортсмен, професійний борець і спеціаліст зі змішаних бойових мистецтв. У вільній і гібридній боротьбі: чемпіон США з вільної боротьби (1994 рік), триразовий чемпіон світу з греплінгу за версією ADCC: двічі у важкій ваговій категорії (1999, 2000 роки) і один раз у вільній вазі (2000 рік). В змішаних бойових мистецтвах: чемпіон світового турніру з вале тудо під егідою WVC у важкій ваговій категорії (1997 рік), чемпіон 14-го і 15-го турнірів UFC (1997 рік). Всеамериканський борець.
Пік спортивної кар'єри Марка Керра припадає на 1997 – 2000 роки, коли він, залишаючись непереможеним, виграв три турніри зі змішаних єдиноборств за версіями UFC та WVC, здолавши більшість опонентів достроково (нокаутами та підкореннями) на перших хвилинах бою; а також тричі здобув титул чемпіона світу з греплінгу за версією ADCC. На борцівському килимі Марк Керр долав таких чемпіонів як Маріу Сперрі, Джош Барнетт (двічі), Рікко Родрігес, Леонарду Віейра. У боях змішаного стилю Керр брав участь паралельно з кар'єрою борця. Його занепад у 2000-х роках був пов'язаний із низкою травм, експериментами зі спортивною фармакологією та проблемами з наркотиками. Керр пішов зі спорту лише у 2009 році, програвши 11 з 15 останніх боїв.

## Раннє життя
Марк Керр народився в Толедо, Огайо в сім'ї Тома і Мері Керр. Його батько був ірландцем, а мати — пуерториканкою. З раннього дитинства він мріяв виступати в Всесвітній федерації реслінгу і влаштовував імпровізовані бої зі своїми молодшими братами і сестрами на задньому дворі.
У 1983 році Керр розпочав свою борцівську кар’єру в Беттендорфі, Айова як першокурсник у Bettendorf High School, де він тренувався разом із майбутнім чемпіоном UFC Петом Мілітічем, який на той час був старшокурсником. Після першого року в Беттендорфі Керр із сім’єю переїхав до Толедо, Огайо, де він став чемпіоном штату серед школярів за Toledo Waite.

### Кар’єра в коледжі та після нього
У Сіракузькому університеті Керр став чемпіоном першого дивізіону NCAA у вазі до 190 фунтів і всеамериканським спортсменом у 1992 році, перемігши Ренді Кутюр з рахунком 12–4 у фіналі. Він також був триразовим чемпіоном EIWA у вазі до 190 фунтів (1989, 1991, 1992) і посів друге місце в 1988 році, а також отримав нагороду Флетчера за найбільшу кількість командних очок у 1991 і 1992 роках. У 1992 році Керр посів друге місце на Кубку світу, випередивши Курта Енгла. Керр виграв відбіркові змагання команди США на чемпіонат світу в 1993 і 1994 роках, посівши 7-ме місце на Чемпіонаті світу 1993. У 1994 році він здобув золото на Кубку світу в Едмонтоні і став чемпіоном США у вільній боротьбі, але не отримав медалі на Чемпіонаті світу. Керр виграв срібло у вільній боротьбі на Панамериканські ігри 1995. Після того, як не потрапив на Олімпіаду 1996, програвши Курту Енглу, Керр вирішив зосередитися на ММА.

### Ultimate Fighting Championship
Після успіху в Бразилії Марка Керра запросили виступити в Ultimate Fighting Championship. Раніше про цей захід йому розповів Коулман, який на той час уже був переможцем турніру UFC і чемпіоном. Перший бій Керра в UFC відбувся на UFC 14, де він брав участь у турнірі у важкій вазі. Його першим суперником був представник крав-мага Моті Горенштейн, якого Керр переміг технічним нокаутом на 2:22 першого раунду. Ця перемога дозволила Керру пройти до фіналу турніру, де він переміг Дена Бобіша задушенням (натискання підборіддям на око) на 1:38 першого раунду; перемога над Бобішем принесла Керру титул переможця турніру у важкій вазі UFC 14.
Після успіху на UFC 14 Керра запросили взяти участь у наступному турнірі — UFC 15. У цьому турнірі його першим суперником був Грег Стотт, якого він переміг за 17 секунд від початку бою, здобувши перемогу нокаутом ударом коліна в голову. Пройшовши до фіналу, Керр бився з Двейном Кейсоном і завершив бій у першу хвилину першого раунду, вигравши турнір у важкій вазі UFC 15. Перемога на UFC 15 стала останнім боєм Керра в Ultimate Fighting Championship. Після перемоги на UFC 15 Керр вирішив виступати в Японії за Pride Fighting Championships через промоційні труднощі UFC і більші гонорари в Pride.

### Pride Fighting Championships
Після розгляду пропозиції від японської промоції Shooto, Керр підписав контракт із Pride для поєдинку проти іншого чемпіона UFC Ройса Грейсі на Pride 2 у 1998 році. За вимогами Грейсі, бій мав бути без обмеження часу та зупинок рефері. Однак Ройс відмовився від участі після того, як бій був анонсований. Тоді Керра призначили битися проти Бранко Цікатіча. Керр використовував ту саму тактику боротьби в партері, що й у попередніх боях, переводячи суперника на мат і застосовуючи удари та спроби задушення для завершення бою. 
Керр виграв чотири поєдинки між Pride 2 і Pride 6. Однак його статус почали ставити під сумнів після першого бою з Ігорем Вовчанчиним на Pride 7, де Керр був нокаутований забороненими ударами коліном. Хоча поразку скасували і змінили на результат "без рішення", Керр зізнався, що початкова поразка була для нього важким ударом. Після бою з Вовчанчиним Керр брав участь у Pride Grand Prix 2000 Opening Round і переміг Енсона Іноуе. Ця перемога дозволила йому пройти до Pride Grand Prix 2000 Finals, де він бився з Казуюкі Фудзіта і програв за рішенням суддів. Одразу після бою Керру зашивали розсічене підборіддя через сильні удари коліном у обличчя. На Pride 10 - Return of the Warriors Керр переміг росіянина Ігоря Борисова задушенням. Через чотири місяці, на Pride 12 - Cold Fury, він програв у реванші з Вовчанчиним за рішенням суддів. Потім Керр зазнав поразки від Гіта Геррінга на Pride 15 технічним нокаутом. Після другої поспіль поразки Керр вирішив взяти паузу в MMA.
У 2004 році Керр повернувся до PRIDE, б’ючись із Йошіхісою Ямамото на Pride 27. Через 40 секунд після початку бою Керр спробував виконати подвійний захват ніг, але випадково вдарився головою об полотно, що його приголомшило, після чого Ямамото швидко добив його ударами. Після третьої поспіль поразки під егідою Pride FC Керр покинув PRIDE.
Говорячи про час виступів Керра в Японії, Марк Коулман зазначив: "Щоразу, коли наближався бій, він дуже боявся. Його лякала вся ця ситуація, і, ймовірно, це призвело до того, що він почав використовувати знеболювальні."

## У медія
У 2003 році телеканалом HBO був випущений документальний фільм «The Smashing Machine» присвячений життю і досягненням Марка Керра.
У 2025 році на екрани вийде біографічна спортивна драма «Розгромна машина» про життя Марка Керра, де борця зіграє Двейн Джонсон.

## Особисте життя
Марк Керр одружився з Дон Стейплс у 2000 році. У подружжя є син.  У 2015 Керр і Стейплс розлучилися.
Станом на 2010 рік Керр вважав себе "на 99,9 відсотка у відставці" і здобував вчену ступінь, плануючи працювати в сфері фармацевтичних продажів. У 2015 році він працював у дилерському центрі Toyota.
У червні 2019 року на сторінці GoFundMe Керр розповів, що з 2016 року бореться з периферичною нейропатією.